# Illa de Baffin
L'illa de Baffin (en inuktitut Qikiqtaaluk ᕿᑭᖅᑖᓗᒃ que vol dir illa molt gran, en anglès Baffin Island), abans coneguda també com la Terra de Baffin (Baffin Land), és una de les illes Àrtiques al nord del Canadà, dins el territori de Nunavut. És l'illa més gran del Canadà i la cinquena més gran del món, amb una superfície de 507.451 km². L'any 2004 tenia 11.000 habitants. Porta el nom de Baffin en honor de l'explorador britànic William Baffin. En el si de la filologia norrena, hom hi sol identificar la Terra de Lloses o Helluland, que s'esmenta a les sagues.
L'illa de Baffin forma part de la regió de Qikiqtaaluk.

## Nom
El nom en inuktitut de l'illa és Qikiqtaaluk, que significa 'illa molt gran' (qikiqtaq 'illa' + -aluk 'molt gran') i en sil·làbics inuktitut s'escriu com ᕿᑭᖅᑖᓗᒃ. Aquest nom s'utilitza per a la regió administrativa de la qual forma part l'illa (de Qikiqtaaluk), així com en múltiples llocs de Nunavut i els Territoris del Nord-oest, com algunes illes més petites: Qikiqtaaluk a la badia de Baffin i Qikiqtaaluk a la conca de Foxe. Els exploradors nòrdics s'hi van referir com Helluland (terra de pedra). El 1576, el mariner anglès Martin Frobisher va tocar terra a l'illa, anomenant-la Queen Elizabeth's Foreland i la badia de Frobisher porta el seu nom. L'illa rep el nom de l'explorador anglès William Baffin, que el 1616 va travessar l'illa mentre intentava descobrir el Pas del Nord-oest. Antigament també era coneguda com a illa James.

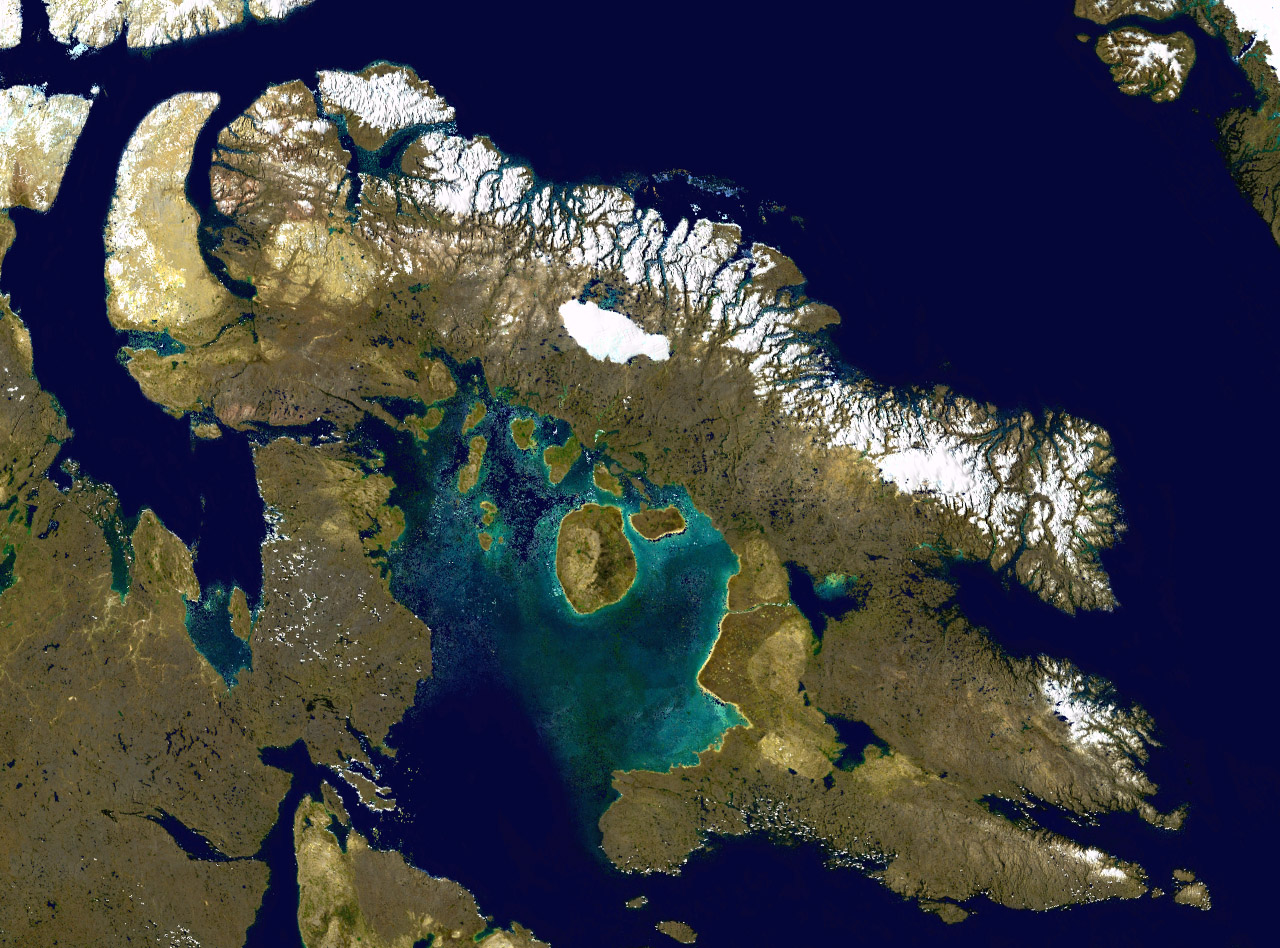
Imatge de satèl·lit de l'illa de Baffin

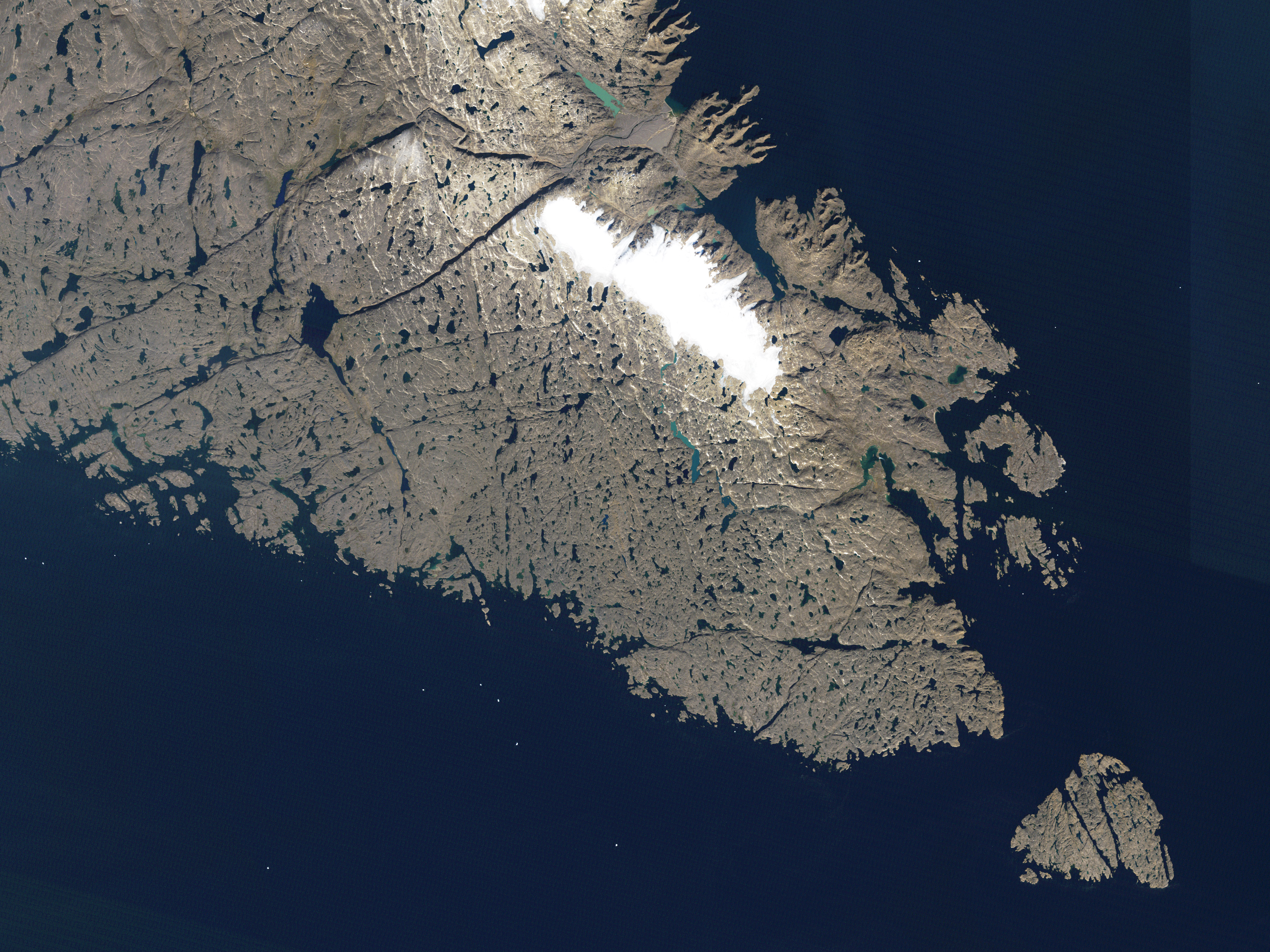
Extrem sud de l'illa de Baffin.

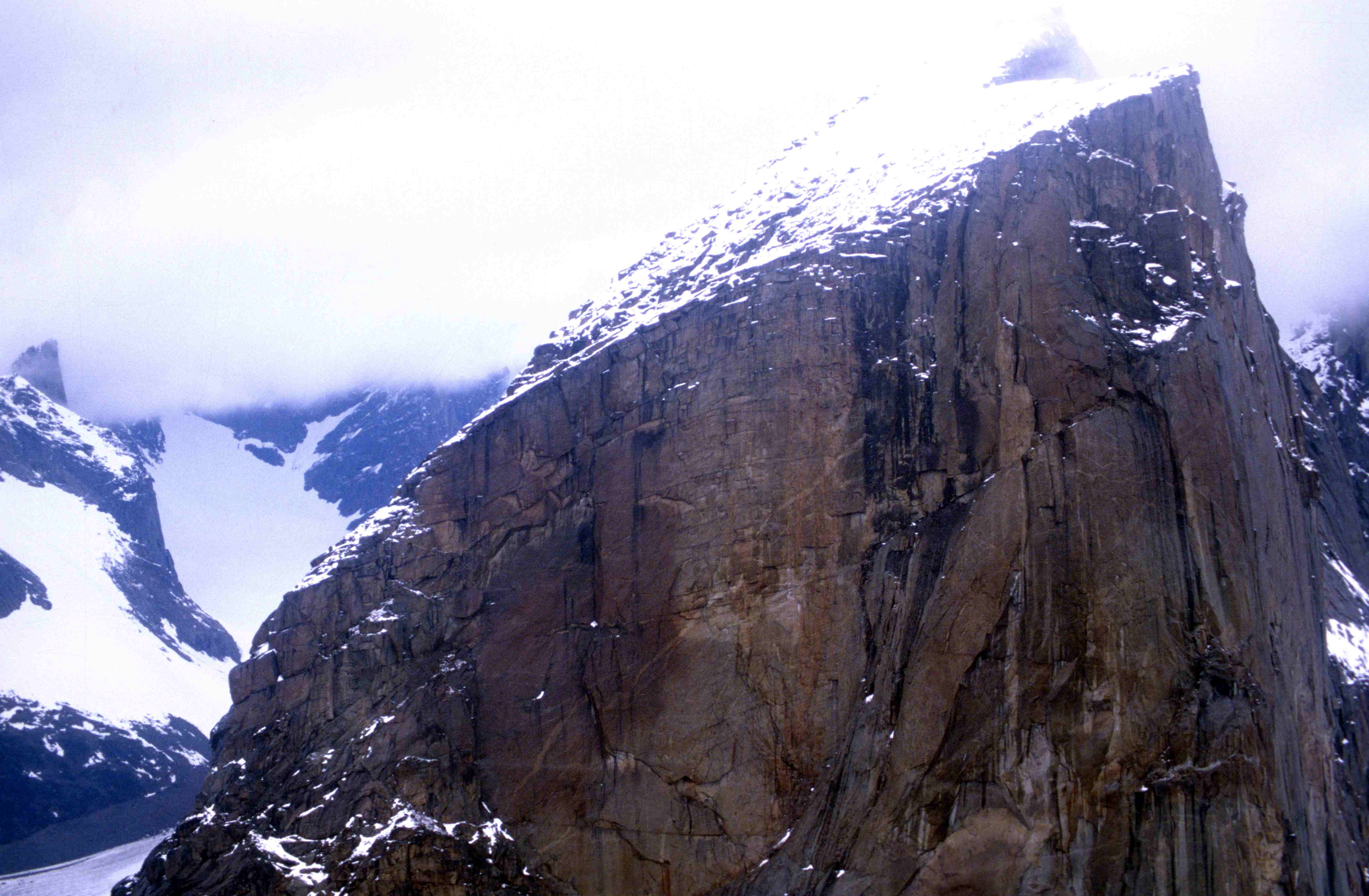
Mont Thor, un gran penya-segat a l'illa de Baffin

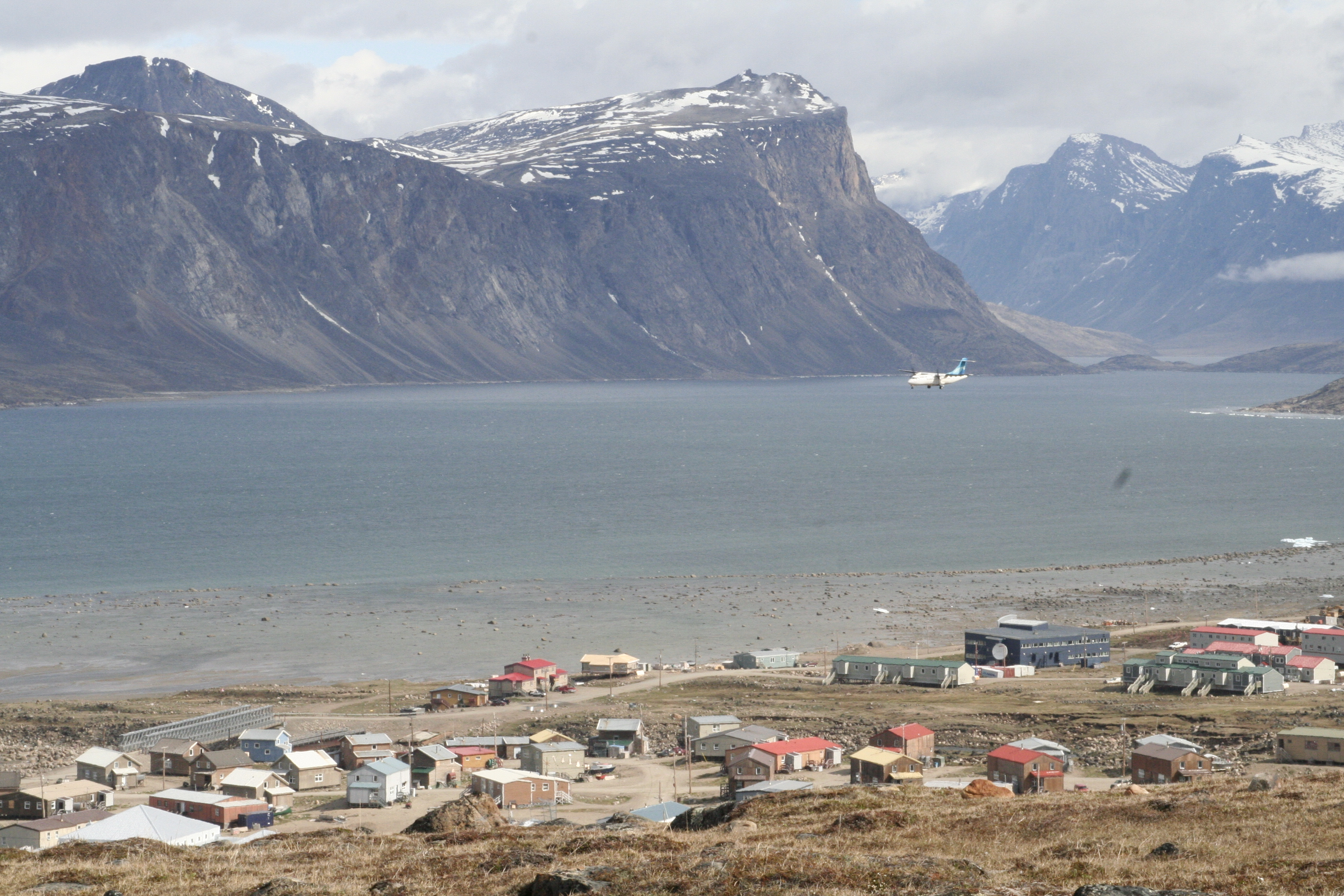
Pangnirtung

## Història
L'illa de Baffin està habitada des de fa mil·lennis pels pobles indígenes anteriors als inuit. Les petjades de la primera ocupació es remunten al voltant de 2400 aC i es van trobar a cape Dorset, que dona nom a la cultura Dorset, al sud-oest de l'illa.
L'illa de Baffin va ser descoberta, des del punt de vista occidental, pel navegant anglès Martin Frobisher, tot i que ja es tenien notícies de la seva existència a través de les expedicions dels vikings, que la coneixien com a Helluland, com queda constància en la saga de Leif Erikson de 986. El 1576 Frobisher, durant la recerca del pas del Nord-oest, es va convertir en el primer europeu que visitava la zona. El 17 de juliol de 1577, en la seva segona expedició –composta per tres vaixells, l'Ayde, el Gabriel i el Michael – va arribar al que ell va batejar com a Terra de Hall, a la boca de la badia de Frobisher. Uns dies més tard va prendre solemnement possessió d'aquestes terres i de la part sud de la badia en nom de la reina d'Anglaterra.
En una altra expedició a la recerca del Pas del Nord-oest, entre 1615 i 1616, el capità Robert Bylot i el seu pilot William Baffin, a bord del Discovery, després de recórrer la part septentrional de badia de Baffin, en tornar van explorar la costa oriental de l'illa. Al segle xix l'explorador Sir William Edward Parry li donaria el nom amb què es coneix actualment l'illa.

## Geografia

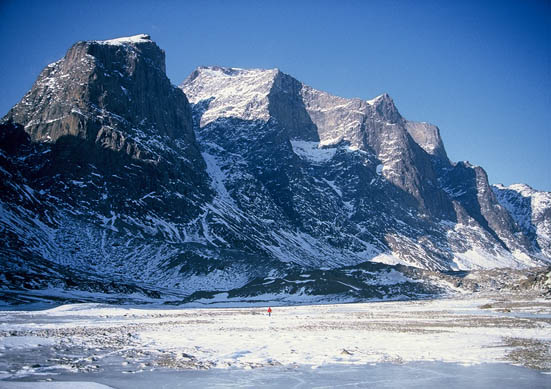
Mont Odin (2.147 m), el punt més alt de l'illa de Baffin.

L'illa de Baffin té una forma bastant irregular, assimilable a una J girada uns 45° a l'esquerra, amb els dos extrems més amples i una part central més estreta. Té una longitud, en direcció NO-SE, de quasi 1.600 km, variant la seva amplada entre els 500 km de la seva part septentrional, els 200–300 km de la part central i els de més de 800 km de la part meridional.
L'illa està travessada per profunds entrants de mar que conformen diverses grans penínsules: Foxe, Meta Incognita, Hall, Cumberland, Borden i Brodeur.

### Relleu
La serralada Àrtica travessa la costa oriental de l'illa de Baffin, dividint-se en nombroses serralades secundàries. El Mont Odin, a les muntanyes Baffin, s'eleva fins als 2.147 m, en el que és la màxima alçada de l'illa.
La costa de l'illa és molt variada a causa de la seva gran llargada, amb 28.308 km, canviant des de zones baixes i molt planes, inundables, a la vora de la conca de Foxe, fins a la costa oriental, alta i excavada per nombrosos fiords. Els més importants són: Inujktorfik, Quartz, Saputing, Erichsen, Neergaard, Conn i Bieler
L'illa també té nombrosos llacs, sent els més grans el Nettilling (5.066 km²) i l'Amadjuak (3.115 km²). Les glaceres cobreixen uns 35.900 km² de l'illa, sent les més importants les de Penny (5.935 km²) i Barnes (5.960 km²).

### La costa de l'illa de Baffin

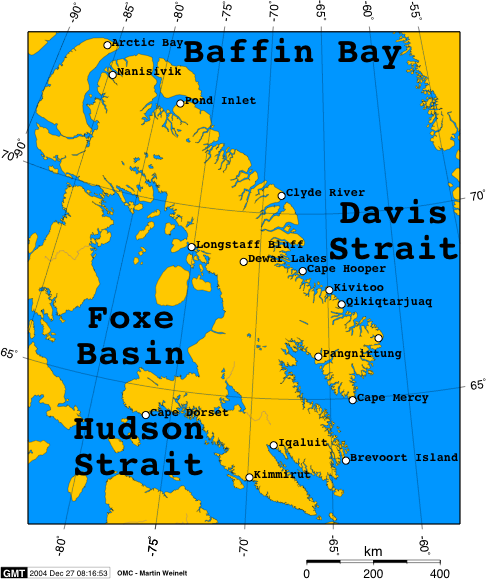
Els mars que envolten l'illa de Baffin.

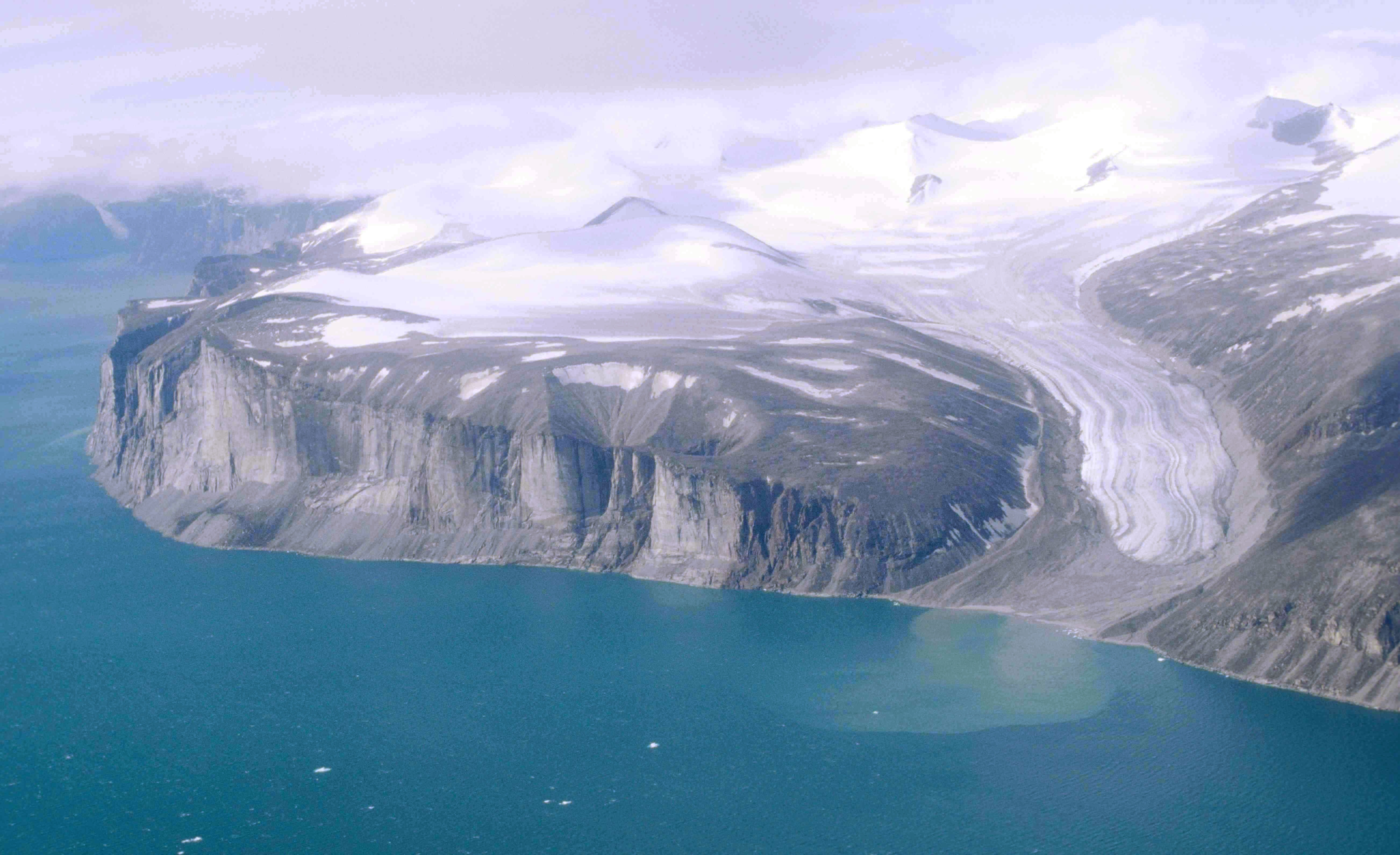
Costa nord-oriental de l'illa de Baffin, llengua d'una glacera al Fiord de Sam Ford.

L'illa de Baffin limita, al sud-est, amb les aigües de l'estret de Hudson, que la separa del continent (província de Quebec); a l'est per les de l'estret de Davis i la badia de Baffin, que la separen de Groenlàndia; al nord per les aigües de l'Eclipse Sound, que la separen de l'illa de Bylot i per les de l'estret de Lancaster, que la separen de l'illa Devon; a l'oest, en la seva part nord, per les aigües de l'estret del Príncep Regent i posteriorment, una mica més al sud, per les del golf de Boothia; seguint en la part nord-oest, a la riba meridional, les aigües de l'estret de Fury and Hecla, que separen l'illa del continent, de la península de Melville; i finalment, en la part central de l'illa, a la riba occidental, les aigües de la conca de Foxe.
Les aigües de la badia de Baffin i de l'estret de Davis són navegables durant l'estiu, però no així les de la conca de Foxe, que es mantenen cobertes de gel durant tot l'any.
En les proximitats de l'illa hi ha nombroses illes menors, destacant les illes d'Adams (267 km²), Brevoort (271 km²), Bylot (11.067 km²), Loks Land (419 km²), Moodie (233 km²), Resolution (1.015 km²), Sillem (482 km²), Air Force (1.720 km²), Bray (689 km²), Foley (637 km²), Jens Munk (920 km²), Koch (458 km²), Príncep Carles (9.521 km²) i Big (803 km²).

## Clima

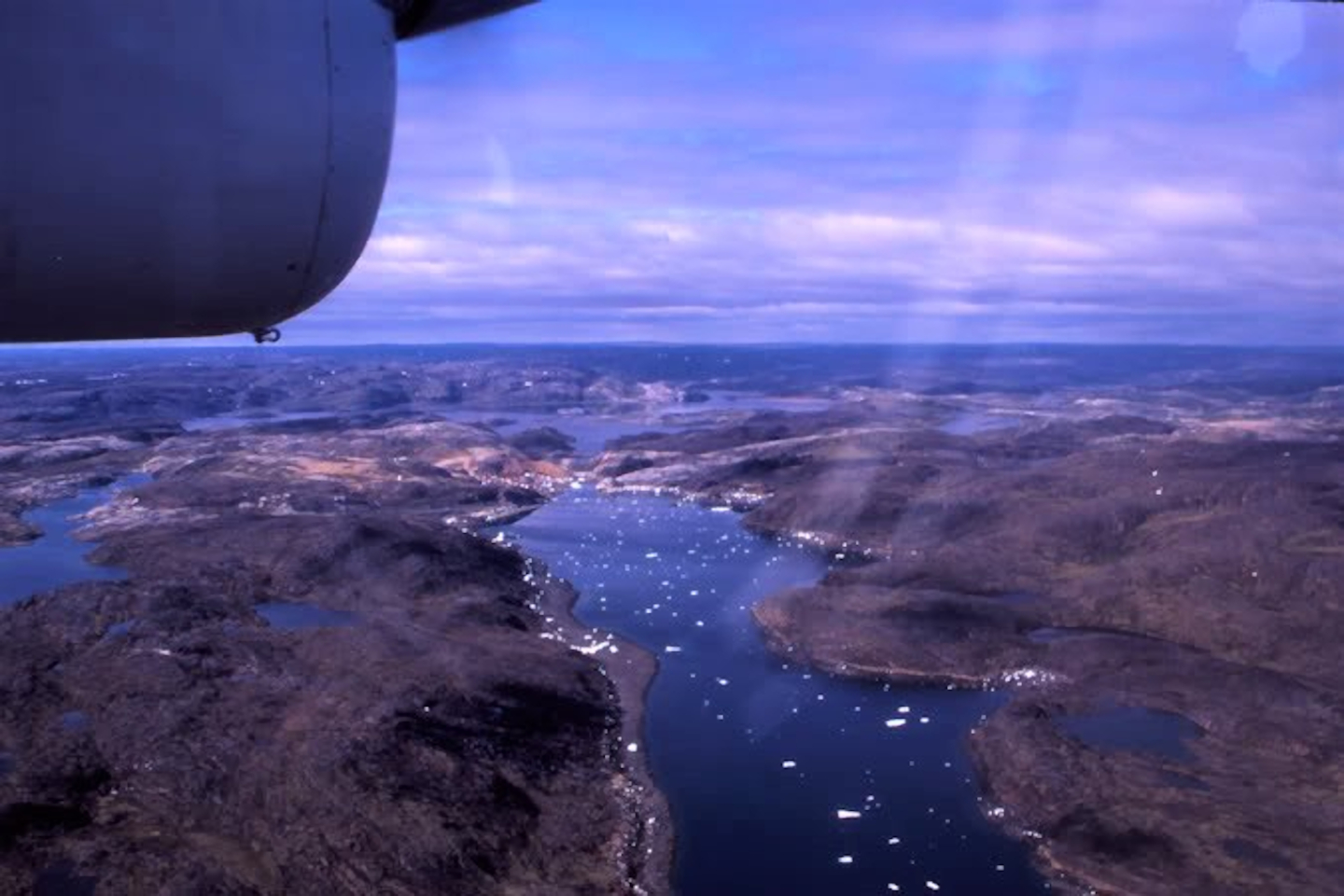
Vista aèria - Kimmirut a Pangnirtung

L'illa de Baffin es troba en el camí d'un flux d'aire generalment del nord durant tot l'any, de manera que, com gran part del nord-est del Canadà, té un clima extremadament fred. Això comporta hiverns molt llargs i freds i estius boirosos i ennuvolats, que han contribuït a augmentar la llunyania de l'illa. El desglaç primaveral arriba molt més tard del normal per a una posició a cavall del cercle polar àrtic: cap a principis de juny a Iqaluit, al sud-est, però entre principis i mitjans de juliol a la costa nord, on les glaceres baixen fins al nivell del mar. La neu, fins i tot nevada intensa, es pot produir en qualsevol època de l'any, encara que és menys probable al juliol i principis d'agost. Les temperatures mitjanes anuals a Iqaluit són al voltant de −9,5 °C, en comparació amb uns 5 °C a Reykjavík, que es troba a una latitud similar.
El gel marí envolta l'illa durant la major part de l'any i només desapareix completament de la costa nord durant períodes curts i impredictibles des de mitjans a finals de juny fins a finals de setembre.
La major part de l'illa de Baffin es troba al nord del cercle polar àrtic; totes les comunitats de Pangnirtung cap al nord tenen nit polar a l'hivern i sol de mitjanit a l'estiu. La comunitat oriental de Clyde River té crepuscle en lloc de nit del 26 d'abril al 13 de maig, llum solar contínua durant 21⁄2 mes del 14 de maig al 28 de juliol, després crepuscle en comptes de nit del 29 de juliol al 16 d'agost. Això dona a la comunitat una mica més de 31⁄2 mesos sense nit veritable. A l'hivern, el sol es pon el 22 de novembre i no torna a sortir fins al 19 de gener de l'any següent. Pond Inlet té crepuscle civil del 16 al 26 de desembre. No obstant això, hi ha crepuscle durant almenys 4 hores al dia, a diferència de llocs com Eureka.
Com la major part del Nunavut i l'Àrtic canadenc, l'illa de Baffin té un clima de tundra (classificació climàtica de Köppen ET), encara que els casquets glacials més alts tenen un clima de casquets glacials (EF). El mar està glaçat la major part de l'any i només uns mesos estan per sobre de la congelació. Pot haver-hi un retard estacional a la primavera.
El casquet de gel de Barnes, al mig de l'illa, s'ha anat retrocedint almenys des de principis dels anys 60, quan la Branca Geogràfica de l'aleshores Departament de Mines i Estudis Tècnics va enviar un equip d'enquesta de tres persones a la zona per mesurar el rebot isostàtic i característiques transversals de la vall del riu Isortoq. Encara que a la dècada del 1970 parts de l'illa de Baffin no van tenir el període habitual sense gel a l'estiu.

## Fauna salvatge

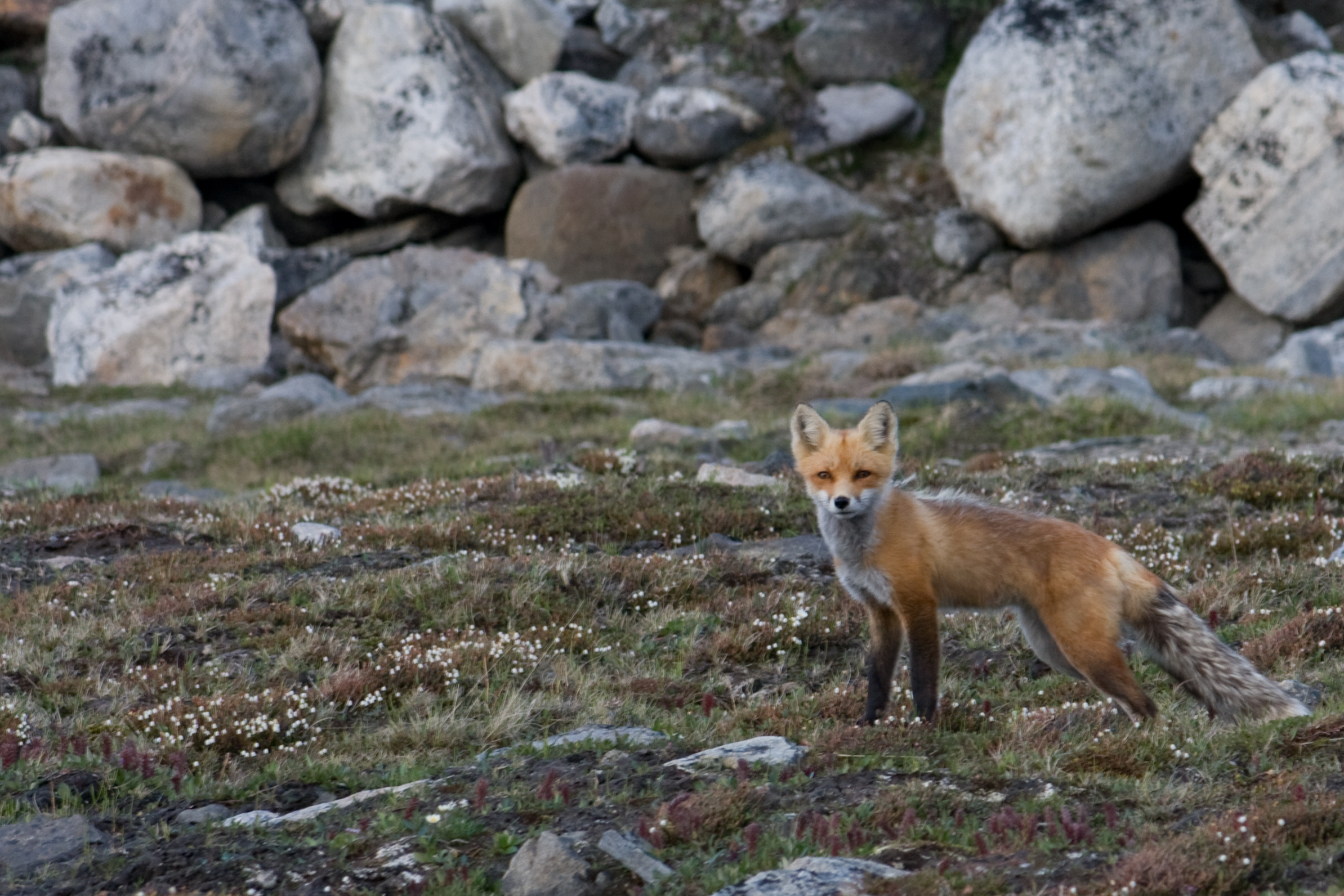
Una guineu roja de l'illa de Baffin

L'illa de Baffin és el santuari d'aus migratòries Dewey Soper i el santuari de vida silvestre de la badia de Bowman.
El santuari d'aus migratòries Dewey Soper, anomenat així per J. Dewey Soper, es troba al costat occidental de l'illa de Baffin des de la badia de Bowman fins al riu Koukdjuak. És a 8,159 km de la zona que va ser classificada com a zona humida d'importància internacional mitjançant la Conveni de Ramsar el 24 de maig de 1982. És la colònia d'oques més gran del món i alberga un gran nombre de caribús de terra erma.
El Bowman Bay Wildlife Sanctuary també es troba al costat occidental de l'illa de Baffin, prop de la badia de Bowman, a la Gran Plana del Koukdjuak. Està classificat com a Categoria IV (Àrea de gestió d'hàbitats/espècies) sota la Unió Internacional per a la Conservació de la Natura.
L'illa de Baffin té vida silvestre tant durant tot l'any com durant l'estiu. A la terra, exemples de vida salvatge durant tot l'any són el caribú de terra erma, l'ós polar la guineu àrtica, la guineu roja, la llebre polar, el lemminis i el llop de l'illa de Baffin.
Els ramats de caribús de terres ermes migren en un rang limitat des del nord de l'illa de Baffin fins a la part sud a l'hivern, fins i tot a la península de la badia Frobisher, al costat de l'illa Resolution, i després migren cap al nord a l'estiu. L'any 2012, una enquesta sobre ramats de caribús va trobar que la població local només era d'uns 5.000 habitants, una disminució de fins a un 95% respecte a la dècada del 1990.
Les llebres àrtiques es troben a tota l'illa de Baffin. El seu pelatge és d'un blanc pur a l'hivern i muda a un gris fosc desordenat a l'estiu. Les llebres i els lemminis àrtics són una important font d'aliment per a les guineus àrtiques i vermelles i els llops àrtics.
Els lemminis també es troben a tota l'illa i són una important font d'aliment per a guineus, llops i el duc blanc. A l'hivern, els lemminis caven complicats sistemes de túnels a través de la neu per arribar al seu subministrament d'herbes seques i líquens.

### Depredadors
Els óssos polars es poden trobar al llarg de la costa de l'illa de Baffin, però són més freqüents allà on el gel marí pren la forma de gel, on viuen les seves principals fonts d'aliment : les foques anellades (foques de pot) i les foques barbudes. Els óssos polars s'aparellen aproximadament cada any, donant un a tres cadells al voltant de març. Les femelles d'ós polar poden viatjar 10–20 km terra endins per trobar un gran banc de neu on caven un cau on passar l'hivern i després donar a llum. La població d’óssos polars aquí és un dels 19 genèticament diferents de la regió circumpolar.
Les guineus vermelles es poden trobar predominantment a les zones més al sud de l'illa de Baffin, lluny del clima més dur de l'hivern, tot i que uns quants individus poden buscar menjar i explorar altres llocs. Les guineus àrtiques solen trobar-se on els óssos polars s'aventuren sobre el gel ràpid a prop de la terra a la recerca de foques. Les guineus àrtiques són carronyaires i sovint segueixen els óssos polars per treure les seves restes. També se sap que prenen ocells nidificants a terra i els seus ous i pollets, com ara ànecs, oques, perdigueres, gavines, ocells litorals i fins i tot mussols nevats, de vegades. A l'illa de Baffin, les guineus àrtiques són de vegades atrapades pels inuit, però ja no hi ha una indústria de pells robusta.
El canis lupus arctos i el canis lupus manningi, una subespècie de llop gris, també són residents durant tot l'any a l'illa de Baffin. A diferència del llop gris dels climes del sud, els llops àrtics sovint tenen xarxes socials més petites, a causa del paisatge àrid i els recursos mínims, donant lloc a jerarquies úniques en comparació amb els llops que es troben més al sud. Per exemple, els llops àrtics sovint no cacen en manada, encara que una parella mascle-femella pot caçar junts.

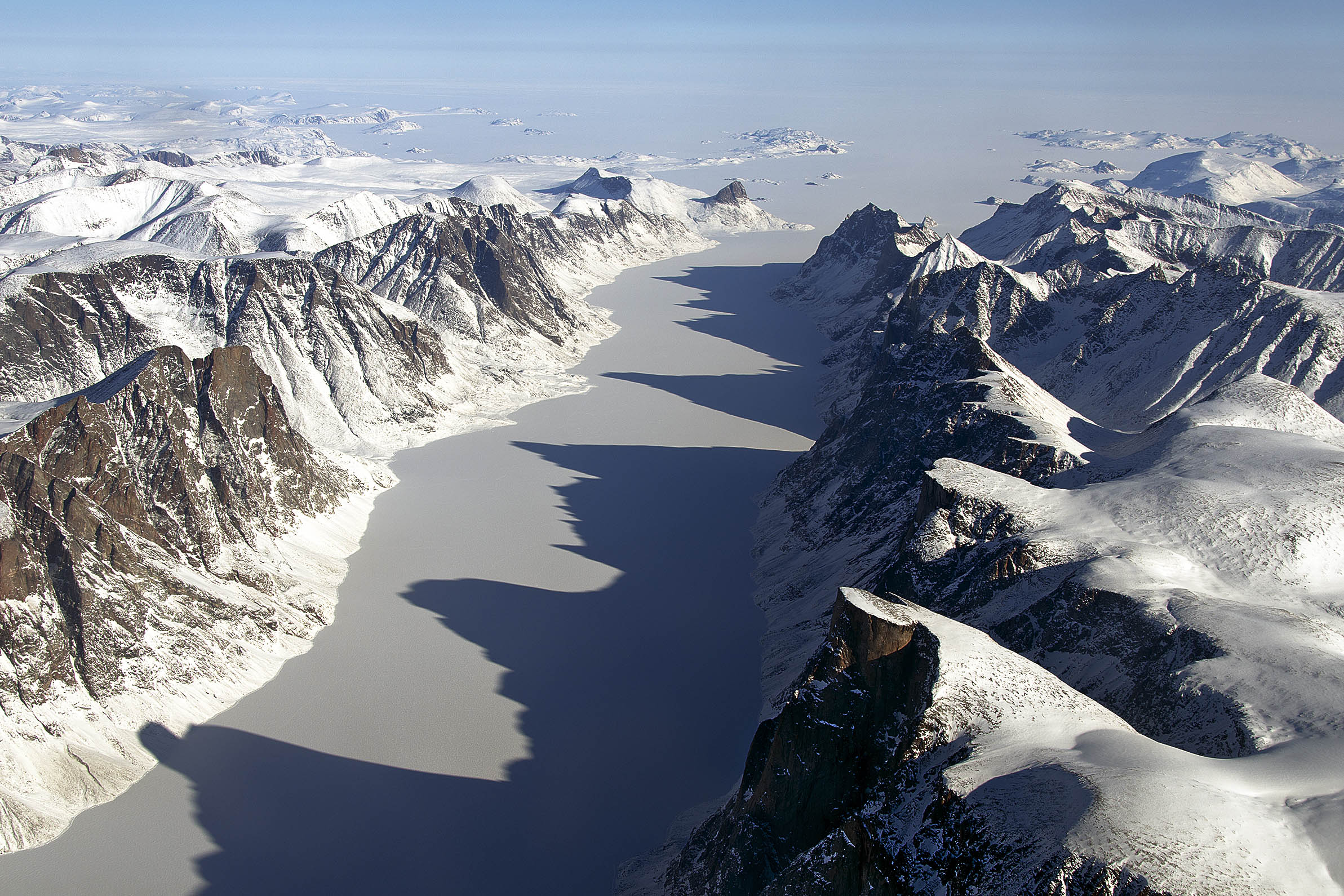
Un fiord cobert de gel a l'illa de Baffin, amb l'estret de Davis al fons

### Ocells
Els ocells nidificants són visitants terrestres d'estiu a l'illa de Baffin. L'illa de Baffin és una de les principals destinacions de nidificació de les vies migratòries de l'est i el mig oest per a moltes espècies d’aus migratòries. Les aus aquàtiques són els eiders, l'oca del Canadà, l'oca de les neus, l'Oca de Hutchins i l'Oca de collar (oca brent). Els ocells de ribera són l'escuraflascons, uns quants limícoles (comunament anomenats flauteres), murres, inclòs el somorgollaire de Brünnich, i els xorlots. Les espècies de gavines també nien a l'illa de Baffin i inlcouen la gavina de Sabine, gavina glauca, la gavina argentada i la gavina ivori.
Els viatgers de llarg recorregut són el xatrac àrtic, que migra des de l'Antàrtida cada primavera. Les varietats d’ocells aquàtics que nidifiquen aquí són fotges, lloms, ànecs collverds i moltes altres espècies d'ànecs.

### Mamífers marins
A l'aigua (i sota el gel), la principal espècie durant tot l'any és la subespècie de foca ocel·lada, la foca anellada de l'Àrtida. Viu fora de la costa a 8 km de terra. A l'hivern, fa una sèrie de forats per respirar al gel, fins a 2 m de gruixut. Les visita sovint per mantenir el forat obert i lliure de gel. Al març, quan una femella està a punt per criar, ampliarà un dels forats de respiració que té neu a sobre, creant un petit  iglú on cria un o dos cadells. En tres setmanes els cadells estan a l'aigua i neden. A l'estiu, algunes foques anellades es mantenen en un territori estret a uns 3 km al llarg de la costa, però pot moure's cap a l'aigua oberta. A la primavera passen més temps a la superfície del gel.

### Visitants d'estiu
Les espècies d'aigua que visiten l'illa de Baffin a l'estiu són:
Foques de Groenlàndia (o foques de cadira), que migren des de les principals zones de reproducció de la costa de Labrador i la costa sud-est de Groenlàndia fins a l'illa de Baffin durant l'estiu. Migració a velocitats de 15–20 km/h, totes s'acosten per respirar al mateix temps, després es submergeixen i neden fins a 1–2 km abans de tornar a sortir a la superfície. Migren en grans grups d'un centenar o més fins a entre 1–8 km de la línia de costa, que després segueixen, alimentant-se de crustacis i peixos.
Morses, que no migren lluny de la terra a l'hivern. Simplement segueixen el gel ràpid, o gel que està sòlidament unit a la terra, i es mantenen per davant a mesura que el gel s'endureix cada cop més enllà del mar. A mesura que avança l'hivern, romandran sempre on hi hagi aigua oberta sense gel. Quan el gel es fon, es desplacen cap a terra i es poden trobar descansant a les roques properes a la costa. Un dels ramats de morses més grans es pot trobar a la conca de Foxe, al costat occidental de l'illa de Baffin.
Les belugues o balenes blanques migren al llarg de la costa de l'illa de Baffin; alguns es dirigeixen cap al nord cap a les zones d'alimentació de l'estret de Davis entre Groenlàndia i l'illa de Baffin, o cap a l'estret d'Hudson o qualsevol de les badies i estuaris intermedis. Normalment viatgen en beines de dos o més, sovint es poden trobar molt a prop de la costa (100 m o menys). S'acosten per respirar cada 30 segons aproximadament mentre recorren la costa menjant crustacis.
Els narvals, coneguts pel llarg i únic ullal en espiral dels mascles, també es poden trobar al llarg de la costa de l'illa de Baffin a l'estiu. Igual que els seus cosins beluga, es poden trobar en parelles o fins i tot en un grup de deu o més mascles, femelles i nounats. També es poden trobar sovint a prop de la costa, apuntant amb gràcia els ullals cap al cel mentre surten per l'aire.
El més gran visitant d'estiu a l'illa de Baffin és la balena de Groenlàndia. Es troba a tota la serralada de l'Àrtida, se sap que un grup de balenes boreals migren cap a la conca de Foxe, una badia al costat occidental de l'illa de Baffin.

## Demografia
Tot i la seva grandària l'illa gairebé està despoblada, sent poc més d'11.000 els seus habitants, amb una densitat de prop de 0,02 hab/km². Amb tot representen quasi la meitat de la població de Nunavut. Iqaluit –abans anomenada Frobisher Bay–, és la capital de Nunavut i ciutat més poblada de l'illa. Està situada a la costa sud de l'illa, a la badia de Frobisher.
L'illa té molt poques poblacions o assentaments permanents, tots ells situats a la façana costanera. Segons el cens de 2006 els principals assentaments eren: Iqaluit, (6.184 hab.), Pangnirtung (1.325 hab.), Pond Inlet (1.315 hab.), Kangiqtugaapik (820 hab.), Ipiarjuk (690 habs.) i Kimmirut (433 hab.).

## Economia
Durant els segles xix i xx l'illa fou emprada principalment per la indústria de la caça de balenes. Actualment, les principals activitats econòmiques són la mineria, el turisme i la pesca.
L'illa té uns quants parcs nacionals, com el Parc Nacional Auyuittuq, a la costa oriental, creat el 1972, el més antic establert més enllà del cercle polar àrtic.